# Physemus excavatus
Physemus excavatus är en skalbaggsart som beskrevs av Wooldridge 1976. Physemus excavatus ingår i släktet Physemus och familjen lerstrandbaggar. Inga underarter finns listade i Catalogue of Life.